# 日和佐篤
日和佐 篤（ひわさ あつし、1987年5月22日 - ）は、ジャパンラグビーリーグワンコベルコ神戸スティーラーズ所属のラグビー選手

## プロフィール
- 兵庫県神戸市出身。
- ポジションはスクラムハーフ(SH)。
- 身長 166 cm、体重 72 kg
- 日本代表キャップは51。（2015年10月現在）
- ニックネームはあっちゃん、ワサ。

## 経歴
- 広陵中学校、報徳学園高校、法政大学を経て、サントリーに2010年入社。
- 報徳学園ラグビー部では主将を、法政大学ラグビー部ではバイスキャプテンを務めた。
- 2年連続【2008年度、2009年度】で関東リーグ戦優秀選手に輝き、2008年度は東西大学選抜メンバーにも選ばれた。
- テンポの良い速い球捌きが武器、サントリーサンゴリアスでは入社1年目でスタメンに抜擢されている。
- 2010-2011年度トップリーグ新人賞を受賞。
- 2011年4月30日のアジア5カ国対抗(香港戦)で日本代表初キャップを獲得(※当該大会でA5N新人賞を受賞[1])。
- 2011年、ラグビーワールドカップ2011で全4試合に出場。W杯開催地ニュージーランドのドミニオン・ポスト紙が掲載した「海外のベストフィフティーン」に選出された[2]。
- 2011-2012年度トップリーグベスト15を受賞。
- 2012-2013年度トップリーグベスト15を受賞。
- 2013-2014年度トップリーグベスト15を受賞。
- 2015年、ラグビーワールドカップ2015の日本代表に選ばれる[3]。また同年12月にはスーパーラグビーの日本チームサンウルブズの2016年スコッドに入った[4]。
- 2018年をもってサントリーを退社し、神戸製鋼へ移籍。
- 2020年、神戸製鋼コベルコスティーラーズの共同主将に就任[5]。

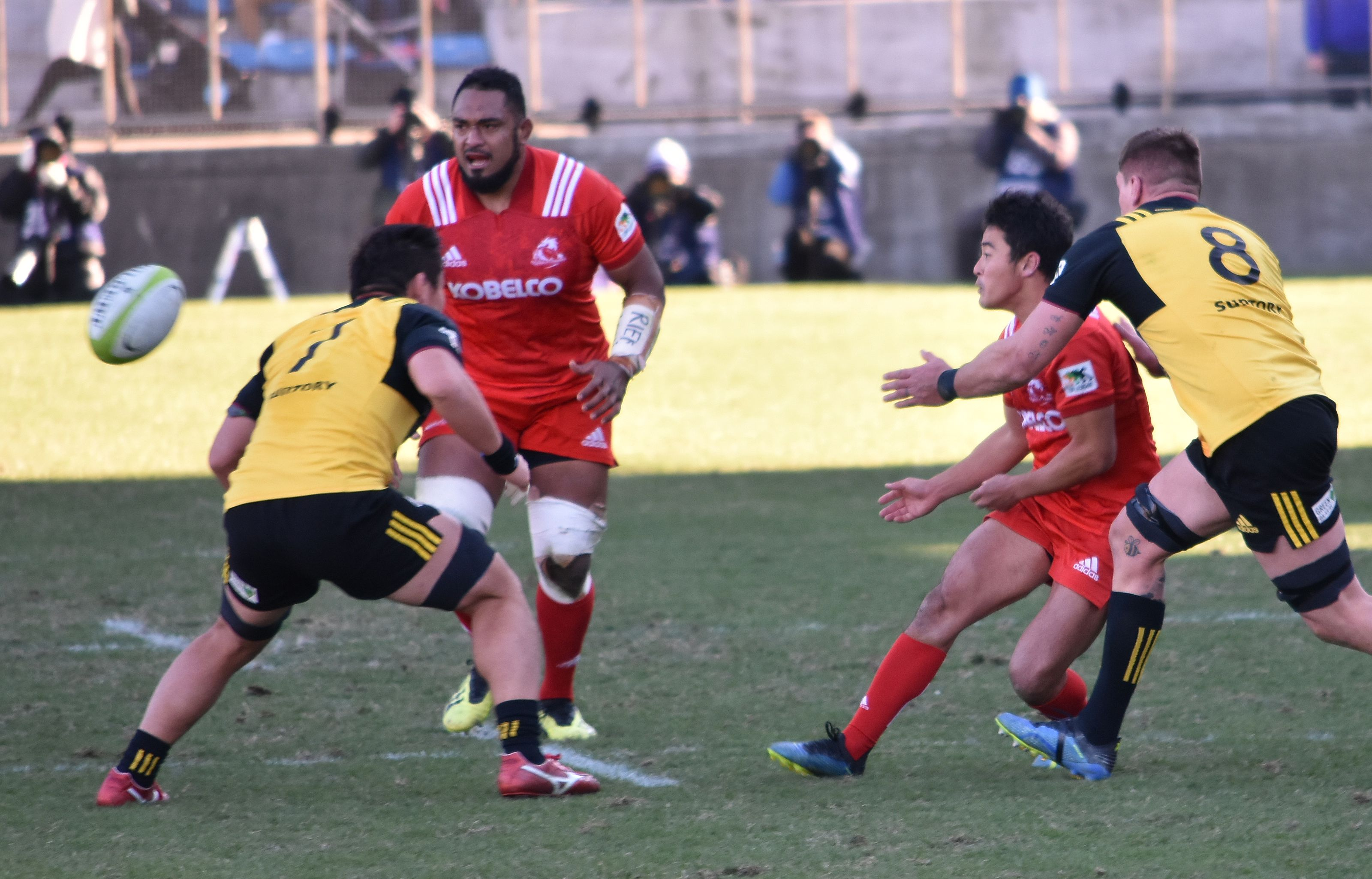
第56回日本ラグビーフットボール選手権大会兼トップリーグ総合順位決定トーナメント決勝（2018年12月15日撮影）
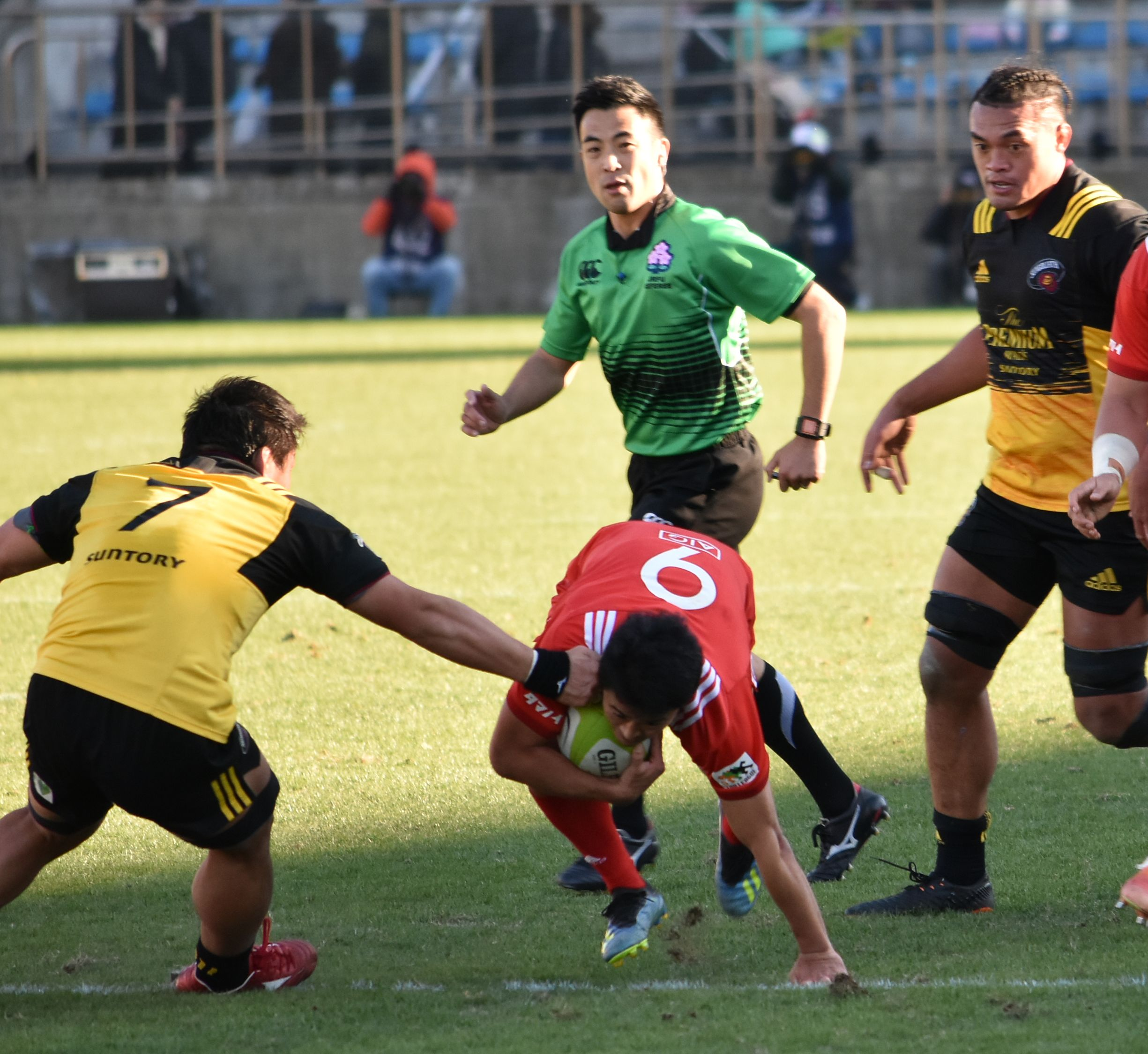
同左（2018年12月15日撮影）